# クラフトロボ
クラフトロボとはグラフテックから販売されているカッティングプロッタの製品である。
家庭、学校、オフィス、ホビーからプロユースまでマルチに対応の製品である。
従来、業務用だったカッティングプロッタであるが、クラフトロボやローランドのステカの発売により家庭用として普及した。
業務用としてのカッティングプロッタは以前から存在したが、いずれも数十万円以上するもので高価で一般的な家庭で買えるものではなかった。
趣味の分野では、従来は手作業で切り抜いていたため、時間がかかり、精度も不十分であったが、このクラフトロボの登場により一気に普及した。
クラフトロボは発売以来これまでに数機種が発売されており、紙カット、トンボ機能(印刷物の輪郭にあわせて切り抜く機能)、1000点を超える
無償カットアイテムダウンロードで独自路線を突き進んでいる。
またWindows専用アプリケーションROBOMasterを標準付属しており、初心者にもやさしい仕様となっており、Illustratorプラグインソフト
CuttingMaster2も標準装備しており上級者向けにも満足の仕様となっている。

## カット可能素材
- カッティングフィルム
- シール・ラベル用紙
- 紙（ケント紙、はがき、コピー用紙、クラフト用紙、画用紙、色紙、上質紙）
- スクラップブッキング用紙（バジルペーパー、ベラム）
- アイロンプリント
- マグネットシート

## 機種
クラフトロボシリーズ
- 【販売終了】CC100-20 トンボ機能付
- 【販売終了】CC200-20 トンボ機能付
- 【販売終了】CC300-20 SDカードから読み取り可能
- CC330-20 SDカードから読み取り可能、トンボ機能付、ボールペン装着による描画機能

クラフトロボプロシリーズ
- CE5000-40-CRP プロ仕様
- 【販売終了】CE3000-40-CRP2 プロ仕様

OEMモデル
- 【販売終了】KK-CR1 OEMによりニチバンから販売。
- 【販売終了】FL2000 OEMによりフラップから販売。
- SilhouetteSD